# Feliks Janiewicz
Feliks Janiewicz, en anglais souvent Felix Yaniewicz (Vilnius, 1762 – Édimbourg, 21 mai 1848) est un compositeur polonais et violoniste exilé.

## Biographie
Feliks Janiewicz naît en 1762 à Vilnius, alors dans la république des Deux Nations (aujourd'hui en Lituanie). À un âge précoce, il est déjà violoniste de la chapelle royale polonaise (1777). Vers 1785, il se rend à Vienne pour voir et écouter Haydn et Mozart et y donne un concert au Burgtheater le 26 février 1785. 
D'Autriche, il accompagne une princesse polonaise en Italie, pour affiner ses capacités artistiques avec les maîtres italiens du temps, et y vit pendant trois ans. Il étudie peut-être avec Nardini à Florence. À Paris, il se produit au Concert Spirituel les 23 et 24 décembre 1787 et est décrit dans le Mercure de France en tant qu'élève du violoniste italien Giovanni Giornovich et est immédiatement reconnu par les parisiens comme un artiste de haut rang et plusieurs concertos pour violon sont publiés. Il est employé un court laps de temps au sein de l'orchestre du Duc d'Orléans, et jouit d'une pension de retraite de musicien grâce à Mademoiselle d'Orléans. Au début de la révolution, il quitte la France pour Londres en 1790 mais ne se produit en public qu'en 1792, lorsqu'il fait ses débuts à Londres, notamment aux Concerts Salomon.
Pendant les années suivantes, il développe ses interprétations et exécutions au violon et ses activités musicales à Manchester, Liverpool et en Irlande. À Liverpool, il rencontre Miss Breeze, qu'il épouse en 1800.

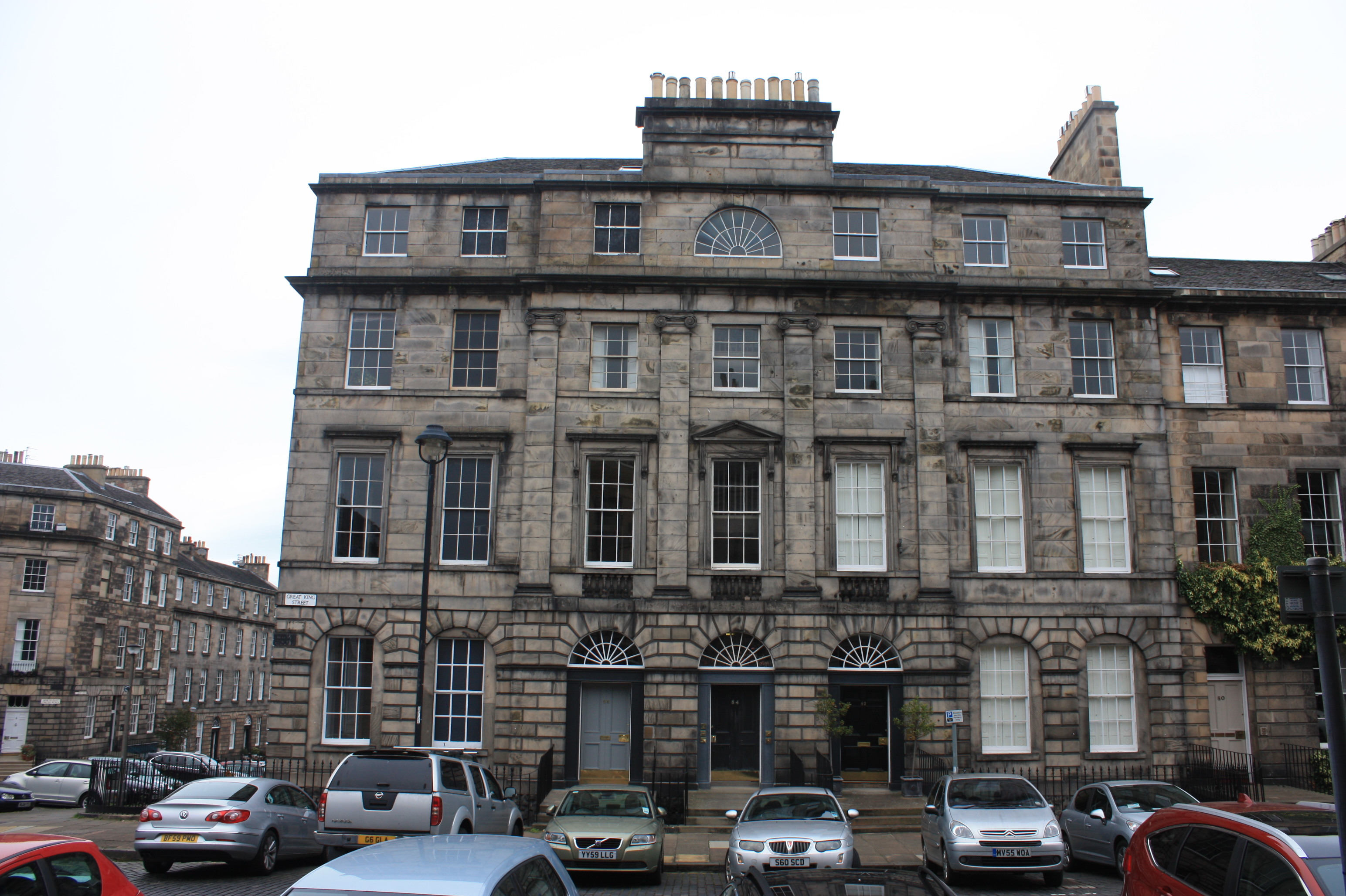
Le 84 Great King Street, à Édimbourg.

Feliks Janiewicz joue à la maison Corri à Londres, en janvier 1792 et aux concerts Growetz le 9 février, donnant un concert de bienfaisance au cours du même mois. Il interprète son concerto pour violon aux concerts Salomon les 17 février et 3 mai (au bénéfice de Haydn). Pendant plusieurs saisons Janiewicz joue à Londres, puis visite la province et l'Irlande en tant que violoniste et dirige les concerts d'abonnement de Manchester et de Liverpool. Il est l'un des premiers membres de la Société Philharmonique de Londres et dans la première saison (1813) en est l'un des chefs d'orchestre.
Un certain temps, il gère un magasin de musique au 25 Lord Street, à Liverpool et épouse Mademoiselle Breeze en 1800. En 1815, il se rend au premier festival d'Édimbourg,.
À partir de 1815, il réside à Édimbourg. Il prend sa retraite après 1829 et est décédé au 84 Great King Street, à Édimbourg, le 21 mai 1848, âgé de 86 ans. Sa femme continue à y vivre après sa mort avec ses deux filles, deux talentueuses musiciennes, Felicia, une pianiste et Paulina, une harpiste.
Feliks Janiewicz est enterré aux côtés de sa femme, Eliza au cimetière de Warriston, à Édimbourg.

## Œuvre
- Divertimenti
- 5 concertos pour violon (1788-1803)
- Concerto pour piano
- Six Divertimentos pour deux violons, Londres, 1800?
- Sonate pour le pianoforte avec accompagnement de violon, dans lequel est introduit le Lord, remember David, de Haendel, Londres, 1800?
- Go, youth belov'd, mélodie, Liverpool, 1810?
- Rondo Polonais pour Piano, Liverpool, 1810?

et de nombreuses adaptations.

## Sources
- (en) Victor de Pontigny, Grove's dictionary of music and musicians, vol. 2, New York, 1906 (lire en ligne), « Janiewitz, Felix », p. 525
- (en) Jacek Berwaldt et Margaret Mikulska, « Janiewicz, Feliks [Yaniewicz, Felix] », dans Stanley Sadie (éd.), The New Grove Dictionary of Music and Musicians, vol. 29, Londres, Macmillan, 2001, 2e éd., 25 000 p. (ISBN 9780195170672, lire en ligne)